# اسمال پلنت ایرلاینز
اسمال پلنت ایرلاینز (به انگلیسی: Small Planet Airlines) یک شرکت هواپیمایی با کد یاتا S5 است که در ۲۰۰۷ میلادی تأسیس شده و در ۲۰۰۸ فعالیتش را آغاز کرده‌است. دفتر مرکزی اسمال پلنت ایرلاینز در ویلنیوس، لیتوانی واقع شده‌است.